# Stevens Pass
Der Stevens Pass ist ein 1238 m hoher Gebirgspass über die Kaskadenkette an der Grenze zwischen King County und Chelan County im US-Bundesstaat Washington. Der U.S. Highway 2 quert den Pass.  Der Pacific Crest Trail kreuzt den Highway am Stevens Pass. Der Cascade Tunnel der BNSF Railway liegt 400 m unterhalb der Passhöhe.
Der Pass liegt nahe dem Stevens Pass Ski Area, welches am Cowboy Mountain und am Big Chief Mountain betrieben wird.
Über den Pass führt die Amtrak-Buslinie (Thruway) von Tacoma, über Seattles Hauptbahnhof King-Street-Station und nach Spokane. Direkt an der Passhöhe und am Skigebiet befindet sich eine Haltestelle.

## Geschichte

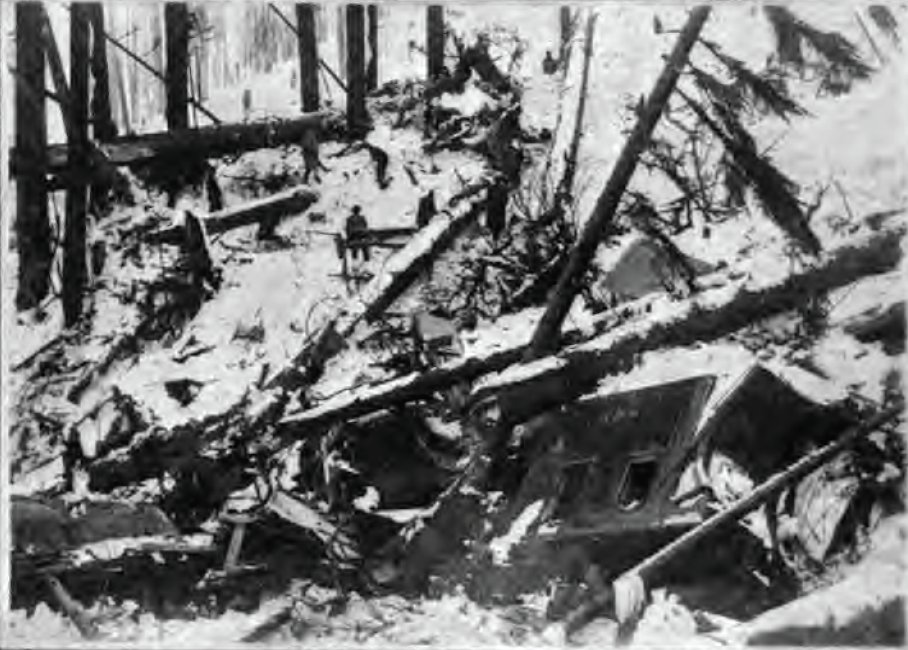
Trümmer – einschließlich zerstörter Wagen – nach der Wellington-Lawine.

Der Stevens Pass ist nach John Frank Stevens benannt, dem ersten Nicht-Indigenen, der ihn erkundet hat. Die mit dem Gebiet vertrauten Indianer kannten den Pass, dennoch ist nur sehr wenig über ihre Routen über die Berge bekannt. Hubert C. Ward, der das Gebiet für die Northern Pacific Railway erkundete, hörte 1872 von einigen Indianern, dass es an der Quelle des Nason Creek, einem Zufluss des Wenatchee River, einen niedrigen Pass gäbe, welcher zu einer der Quellen des Skykomish River führe. Später, 1887, arbeitete Albert Bowman Rogers wie Stevens für die Great Northern Railway und lernte von Indianern, dass die Quellen von Skykomish River und Nason Creek nahe beieinander lägen, aber weder Indianer noch Weiße hätten die Gegend um den Nason Creek erkundet. Weder Ward noch Rogers hatten Zeit zu einer vollständigen Erkundung.
John Stevens leitete 1890 eine umfangreiche Erkundung, lokalisierte den Pass und ermittelte eine ausgezeichnete Eignung für eine Eisenbahnquerung der Nördlichen Kaskadenkette. Er schrieb, es gäbe keine Indikation für die Nutzung des Passes – es gab kein Anzeichen irgendeines Weges, keine Wegzeichen, keine Lagerplätze oder alte Lagerfeuer über wenigstens zehn Meilen (16 km) in beide Richtungen – und dass das Gelände dicht bewaldet und von undurchdringbarem Buschwerk bewachsen wäre. Steven schrieb: “the region promised nothing to the prospector, while Indians and Whites crossing the mountains used either Snoqualmie on the south or the Indian Pass on the north” (dt. etwa „die Region versprach dem Prospektor nichts, während Indianer und Weiße zur Überquerung der Berge entweder den Snoqualmie Pass im Süden oder den Indian Pass im Norden benutzten“).

## Bedeutende Lawinen
Am 23. Februar 1910 blieben die beiden Züge der Great Northern Railway, der „Seattle Express“ (lokaler Personenzug No. 25) und der „Fast Mail Train“ No. 27 auf den Gleisen an der Cascade Tunnel Station am Stevens Pass aufgrund eines schweren Schneesturms und einer Lawine stecken. Am 1. März, sechs Tage später, drückte eine weitere Lawine beide Züge 46 m tiefer in das Tye River Valley und begrub so die Waggons unter Schnee und Trümmern. Die Wellington-Katastrophe tötete 96 Menschen – 35 Passagiere und 61 Eisenbahnangestellte –, was sie zu einem der schwersten Eisenbahnunfälle in den Vereinigten Staaten machte.
Mehr als ein Jahrhundert später ging eine Lawine am 19. Februar 2012 nahe der Tunnel Creek Canyon Road nieder und tötete drei von vier erfahrenen Querfeldein-Skiläufern, darunter den Marketing-Direktor des Stevens Pass Ski Area; die Profi-Skiläuferin Elyse Saugstad, die einen Lawinenairbag trug, überlebte nach einer Sturzrolle über 600 m.

## Klima
Am Stevens Pass herrscht ein maritim beeinflusstes subarktisches Klima (nach der Klimaklassifikation nach Köppen und Geiger, abgekürzt „Dsc“), mit kurzen, milden, trockenen Sommern und extremem Schneefall im Winter.
Das folgende Diagramm beinhaltet Klimadaten vom 26. Oktober 1950 bis zum 30. April 1994.
|                        | Jan    | Feb    | Mär    | Apr    | Mai   | Jun   | Jul   | Aug   | Sep   | Okt    | Nov    | Dez    |   |          |
| Mittl. Temperatur (°C) | −4,67  | −2,81  | −0,86  | 2,08   | 5,61  | 9,31  | 13,36 | 13,25 | 10,19 | 5,28   | −0,97  | −3,81  | ⌀ | 3,9      |
| Mittl. Tagesmax. (°C)  | 11,67  | 11,67  | 21,11  | 21,67  | 28,33 | 32,78 | 35,00 | 32,78 | 29,44 | 22,22  | 13,33  | 10,00  | ⌀ | 22,6     |
| Mittl. Tagesmin. (°C)  | −30,00 | −24,44 | −19,44 | −11,67 | −8,33 | −3,89 | 0,00  | −1,11 | −2,22 | −12,22 | −18,89 | −31,67 | ⌀ | −13,6    |
|                        |        |        |        |        |       |       |       |       |       |        |        |        |   |          |
| Niederschlag (mm)      | 321,31 | 229,62 | 185,67 | 123,70 | 93,22 | 78,49 | 33,78 | 47,24 | 97,79 | 179,58 | 304,55 | 331,98 | Σ | 2.026,93 |
|                        |        |        |        |        |       |       |       |       |       |        |        |        |   |          |
| Regentage (d)          | 20     | 17     | 19     | 16     | 15    | 13    | 8     | 8     | 10    | 14     | 19     | 21     | Σ | 180      |

| −30,00 |

| −24,44 |

| −19,44 |

| −11,67 |

| −8,33 |

| −3,89 |

| 0,00 |

| −1,11 |

| −2,22 |

| −12,22 |

| −18,89 |

| −31,67 |

| −30,00 |

| −24,44 |

| −19,44 |

| −11,67 |

| −8,33 |

| −3,89 |

| 0,00 |

| −1,11 |

| −2,22 |

| −12,22 |

| −18,89 |

| −31,67 |